# Orinocosa guentheri
Orinocosa guentheri is een spinnensoort uit de familie van de wolfspinnen (Lycosidae).
De wetenschappelijke naam van de soort werd in 1899 als Lycosa guentheri gepubliceerd door Reginald Innes Pocock.